# Cosmetopus
Cosmetopus is een geslacht van insecten uit de familie van de drekvliegen (Scathophagidae), die tot de orde tweevleugeligen (Diptera) behoort.

## Soorten
- C. dentimanus (Zetterstedt, 1838)
- C. longa (Walker, 1849)
- C. longus (Walker, 1849)
- C. ringdahli Andersson, 1974